# Lathromeris tumidiclava
Lathromeris tumidiclava är en stekelart som beskrevs av Lin 1994. Lathromeris tumidiclava ingår i släktet Lathromeris och familjen hårstrimsteklar. Inga underarter finns listade i Catalogue of Life.